# EXIST (Förderprogramm)

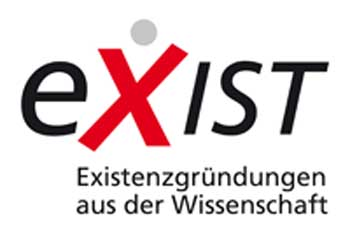
EXIST-Logo

EXIST – Existenzgründungen aus der Wissenschaft ist ein Förderprogramm des Bundesministerium für Wirtschaft und Klimaschutz (BMWK) der Bundesrepublik Deutschland.

## Ziele
EXIST zielt darauf ab, das Gründungsklima an Hochschulen und außeruniversitären Forschungseinrichtungen zu verbessern sowie die Anzahl innovativer und wissensbasierter Unternehmensgründungen zu erhöhen. Studierende, Hochschulabsolventinnen und -absolventen sowie Wissenschaftlerinnen und Wissenschaftler werden über EXIST mit finanziellen Ressourcen und gründungsrelevantem Know-how ausgestattet, um wissenschaftliche Ergebnisse zur Marktreife zu entwickeln, die Unternehmensgründung vorzubereiten und den Markteintritt zu vollziehen. Der Antrag muss vor der formellen Existenzgründung gestellt werden. Das Förderprogramm besteht aus drei einzelnen Förderlinien und wird durch den Europäischen Sozialfonds kofinanziert.

## Einzelne Förderlinien
Die Programmlinie EXIST-Gründungskultur beinhaltet die Förderrichtlinie EXIST-Potentiale. Ziel ist es, die durch EXIST-Gründungskultur entstandenen Gründungsnetzwerke an Hochschulen durch eine themenspezifische Förderung inhaltlich weiterzuentwickeln und deren Nachhaltigkeit sicherzustellen. Darüber hinaus sollen in der bundesweiten Hochschullandschaft neue Impulse für eine Umsetzung gründungsfördernder Maßnahmen auf breiter Ebene gesetzt werden.
Ein EXIST-Gründungsstipendium soll die Erstellung eines Businessplans für ein innovatives Gründungsvorhaben innerhalb eines Jahres ohne finanzielles Risiko für das Gründerteam ermöglichen. Studierende, die von EXIST durch ein Gründungsstipendium gefördert werden, erhalten 1000 Euro/Monat, technische Mitarbeiter 2000 Euro/Monat, Absolventen 2500 Euro/Monat und promovierte Gründer 3000 Euro/Monat. Zudem gibt es einen Kinderzuschlag von 150 Euro/Monat pro Kind. Die maximale Förderungsdauer beträgt ein Jahr. Hinzu kommen Gelder für Coachings und Sachausgaben. Pro Person sind es bis zu 10.000 Euro Sachmittel (bei Teams max. 30.000 Euro) sowie pauschal 5.000 Euro für Coaching. Bei Teams von drei Gründern kann sich hieraus eine Gesamtsumme von bis zu 35.000 Euro ergeben.
Forschungsteams, deren Gründungsvorhaben risikoreich und mit hohem Entwicklungsaufwand verbunden sind, können seit Dezember 2008 den EXIST-Forschungstransfer in Anspruch nehmen. dieser besteht aus zwei Förderphasen, wobei in der ersten Phase die abschließenden Forschungs- und Entwicklungsarbeiten vor der Unternehmensgründung an der Hochschule oder Forschungseinrichtung mit Personal- und Sachkosten unterstützt werden. Die Auswahl der Projekte erfolgt durch eine Fachjury. Nach einer erfolgreichen Gründung kann sich die zweite Förderphase mit einem Zuschuss für das Start-up anschließen (EXIST II). Jedes Jahr werden rund 250 Projekte mit EXIST-Gründungsstipendien oder dem EXIST-Forschungstransfer gefördert.
Mit EXIST-Women erhalten gründungsinteressierte und gründungsaffine Frauen an ihrer Hochschule die Möglichkeit, sich frühzeitig mit den Themen Gründung und berufliche Selbständigkeit vertraut zu machen. Mehr als bisher sollen die Gründungsnetzwerke an den Hochschulen dazu angeregt werden, Absolventinnen, Wissenschaftlerinnen, Studentinnen sowie Frauen mit Berufsabschluss und Bezug zur Hochschule (z. B. Technische Assistentinnen, Chemisch-technische Assistentinnen, Verwaltungsfachangestellte) für das Thema Gründung zu motivieren. Am 7. Juli 2023 wurde daher die neue Richtlinie EXIST-Women veröffentlicht. Die neue Förderlinie von EXIST beinhaltet Veranstaltungs-, Beratungs- und Betreuungsangebote sowie einen finanziellen Zuschuss für angehende Gründerinnen. Antragsberechtigt sind Hochschulen und Forschungseinrichtungen, deren Gründungsnetzwerk Beratungsangebote für Gründerinnen etabliert hat oder deren Aufbau plant und optional Stipendiatinnenverträge mit Gründerinnen abschließen möchte. Die Anträge müssen bis zum 30. September 2023 eingereicht werden. Mit EXIST-Women soll die vergleichsweise geringe Zahl an Gründerinnen erhöht werden. 2013 lag der Frauenanteil an den rund 2500 Personen, die seit 2007 ein Exist-Gründerstipendium bekamen, bei nur 13 %.

## Projektbetreuung
Die EXIST-Projekte werden vom Projektträger Jülich (PtJ) betreut.

## Beispiele für EXIST-Projekte
Das Magazin Katapult, welches zur Veranschaulichung nahezu ausschließlich Infografiken und Karten verwendet, wurde von März 2015 bis Februar 2016 unterstützt.
Das Start-up Coachwhisperer, das eine Anwendungssoftware für Fußballtrainer entwickelt hat, wurde zuvor an der Friedrich-Schiller-Universität Jena vom 1. November 2020 bis 31. Oktober 2021 durch EXIST gefördert. An der Universität Bayreuth wurde mit einer EXIST-Förderung der Grundstein für das Start-up InContAlert gelegt, das einen Sensor entwickelt, der Menschen mit Inkontinenz oder Blasenfunktionsstörungen den Füllstand der Harnblase auf dem Handy anzeigt. Das aus einer Arbeitsgruppe an der Technischen Universität Hamburg hervorgegangene Start-up Colipi erhielt 4,1 Millionen Euro EXIST-Fördergelder, um ihre Technologie zur Herstellung von Palmölersatz zur Marktreife bringen zu können. eversyn, eine Ausgründung aus der Abteilung Bioprozesstechnik am Max-Planck-Institut für Dynamik komplexer technischer Systeme in Magdeburg, erhielt 2022 insgesamt 900.000 Euro über das EXIST-Forschungstransferprogramm, um die Technologie für die Synthese von Nukleotidzuckern und Oligosacchariden weiterzuentwickeln.